# ヒマワリヒヨドリ

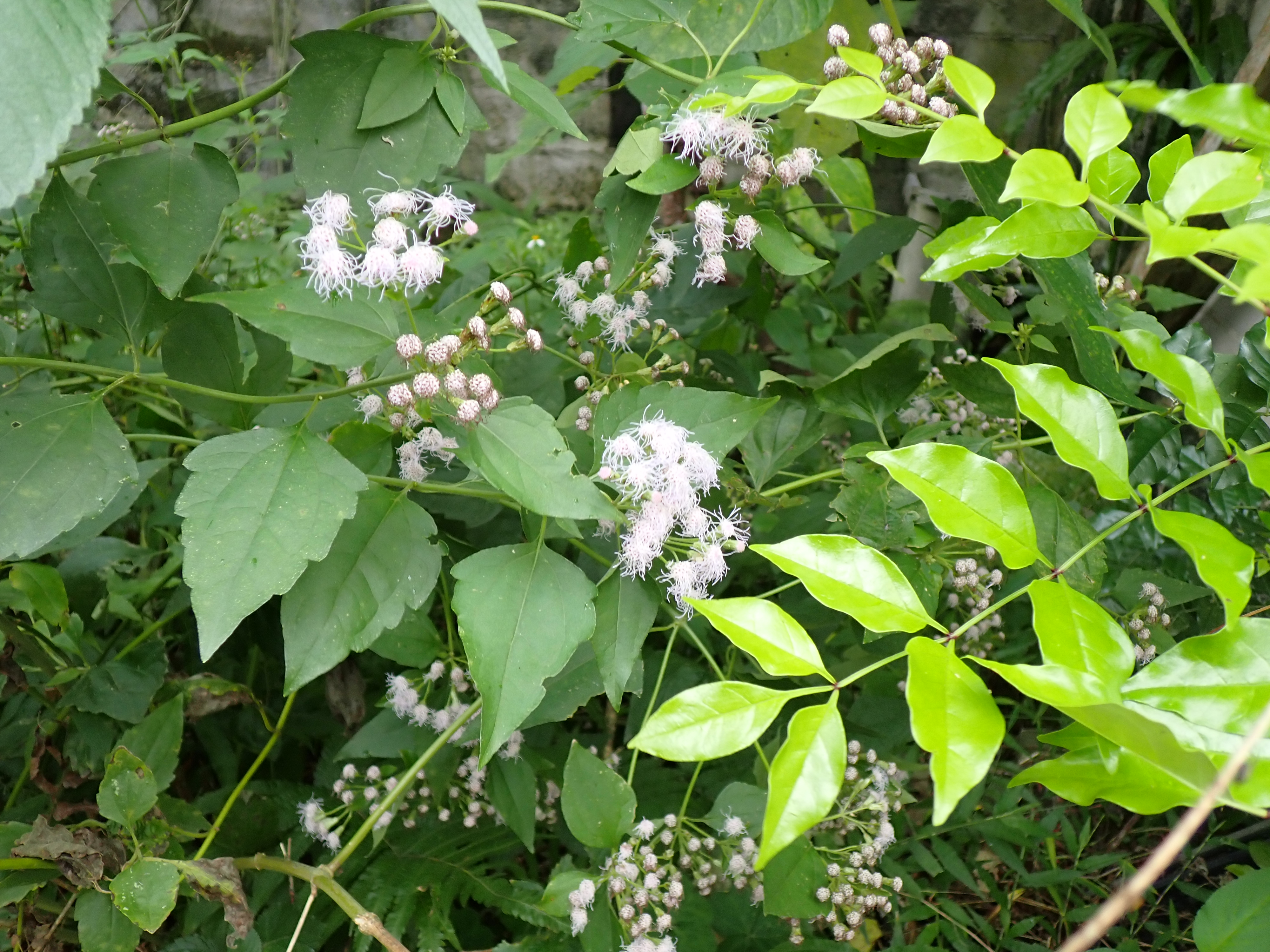
花（2025年1月 沖縄県石垣市）

ヒマワリヒヨドリ（学名： Chromolaena odorata）は、キク科の植物である。熱帯アメリカ原産で、日本では外来種として定着している。

## 分布
北アメリカ南部からメキシコや西インド諸島に分布する。
アフリカ西部、熱帯アジア（日本の南西諸島を含む）、オーストラリアに移入分布する。
畑、道端、果樹園、川岸、牧草地、市街地など撹乱された環境に生息する。

## 特徴
高さ3-7mの大型の低木状の草本。
淡紫色・淡青色・白色の直径3cmほどの頭状花を咲かせる。
葉は対生で、鋸歯縁、三角状卵形で先が尖る。

## 外来種問題
日本では1980年に石垣島で初めて確認され、現在は沖縄本島にも定着している。
アレロパシー作用をもつため、他の植物を駆逐し、農作物にも被害を与えている。刈取りによる駆除が行われているが、繁殖力が強く、根茎から再生してしまう。また、生産する種子の量も非常に多い。海外では繁殖力の強さから『トリフィド』と呼ばれるほどである。
外来生物法により、要注意外来生物に指定されている。また、世界の侵略的外来種ワースト100に選定されている。